# Gustav Neudecker
Gustav Neudecker (* 19. Oktober 1921 in Klein-Auheim (heute zu Hanau); † 2009) war ein deutscher Hornist und Musikpädagoge.

## Leben und Werk
Gustav Neudecker studierte an der Staatlichen Hochschule für Musik in Frankfurt am Main. 1948 wurde er Preisträger beim Concours international d’exécution musicale in Genf. Seit 1946 wirkte er als Solohornist im Sinfonieorchester des Hessischen Rundfunks. Von 1953 bis 1966 lehrte er an der Nordwestdeutschen Musikakademie Detmold. 1960 wurde er dort zum Professor ernannt. 1966 übernahm Neudecker als Dozent die Bläserausbildung an der Staatlichen Hochschule für Musik in Frankfurt am Main. Konzertreisen führten Neudecker nach Osteuropa, Asien sowie Süd- und Nordamerika.